# Kwiatkowo (województwo wielkopolskie)
Kwiatkowo – wieś sołecka w Polsce położona w województwie wielkopolskim, w powiecie konińskim, w gminie Wierzbinek.
W latach 1975–1998 miejscowość administracyjnie należała do województwa konińskiego. W roku 2009 Kwiatkowo wraz z miejscowością Walerianowo liczyło 111 mieszkańców, w tym 59 kobiet i 52 mężczyzn.
Zobacz też: Kwiatkowo, Kwiatków